# Винкьятуро
Винкьятуро (итал. Vinchiaturo) — коммуна в Италии, располагается в регионе Молизе, в провинции Кампобассо.
Население составляет 3078 человек (2008 г.), плотность населения составляет 87 чел./км². Занимает площадь 35 км². Почтовый индекс — 86019. Телефонный код — 0874.

## Демография
Динамика населения:

## Администрация коммуны
- Официальный сайт: http://www.comune.vinchiaturo.cb.it/